# Lithomancie
 (avril 2014).
 (mars 2014).

La lithomancie ou divination par les pierres, est un art divinatoire visant à prédire l'avenir par l'observation des pierres et une pratique de guérison de maux de toutes sortes. Les pierres sont donc des amulettes, des objets mystiques censés posséder de grands pouvoirs.

## Description
La lithomancie peut ainsi être utilisée pour prédire les rendements agricoles. Par exemple, les Mysiens jetaient des petites pierres noires à la place de graines de pavot pour savoir si les récoltes allaient être bonnes. On racontait que si les pierres se mettaient à bondir comme des sauterelles, c'était l’assurance de bonnes récoltes. Le contraire signifiait que les terres seraient stériles.
La lithomancie pouvait être aussi utilisée pour guérir d'une maladie ou pour engendrer une transe prophétique, les Romains utilisaient souvent ces deux méthodes dans l'Antiquité. Par ailleurs certaines personnes mettaient une petite pierres sous leur langue pour accentuer leurs pouvoirs divinatoires.
La lithomancie pouvait aussi être utilisée pour répondre à des questions dont la réponse était positive ou négative. On jetait ainsi une pierre dans un bassin, si elle flottait c'était une réponse positive et si elle coulait alors la réponse était négative. Cette méthode était souvent associée à la lithobolie qui est la divination par le jet de pierres dans l'eau des bassins ; cette divination par les bassins s'appelle lécanomancie (du grec λίθος pierre, et λεκάνη, bassin).